# Louisa Atkinson
Caroline Louisa Calvert (geborene Atkinson; * 25. Februar 1834 in New South Wales; † 8. April 1872) war eine australische Schriftstellerin, Botanikerin und Illustratorin. Während sie zu Lebzeiten vor allem für ihre Belletristik bekannt war, liegt ihre langfristige Bedeutung in ihrem botanischen Werk begründet. Sie gilt als Wegbereiterin für australische Frauen im Journalismus und in der Naturwissenschaft und setzte sich in ihren Schriften wohlwollend mit den australischen Ureinwohnern auseinander – was für ihre Zeit eine Besonderheit darstellte und ihr zusammen mit ihrem Engagement für den Naturschutz ein erhebliches Interesse an ihrer Person zukommen ließ.

## Leben
Louisa, wie sie allgemein genannt wurde, wurde als viertes Kind auf dem elterlichen Anwesen „Oldbury“ in Sutton Forest, New South Wales, geboren. Ihr Vater, James Atkinson, war als Autor des Buches An Account of the State of Agriculture and Grazing in New South Wales, das 1826 veröffentlicht wurde, bekannt, starb jedoch bereits 1834, als Louisa erst 8 Wochen alt war.
Atkinson wurde aufgrund eines angeborenen Herzfehlers und der daraus resultierenden Schwäche von ihrer Mutter Charlotte Barton, der Autorin des ersten australischen Kinderbuchs A Mother's Offering to her Children, unterrichtet.
Ihre Mutter heiratete erneut, doch Berichten zufolge wurde dieser zweite Ehemann, ein Freund der Familie namens George Barton „nicht lange nach der Heirat gewaltsam und unwiderruflich wahnsinnig“, was dazu führte, dass die Familie „Oldbury“ verlassen musste.
So lebte die meiste Zeit ihres Lebens in den Kurrajong Heights, zuvor hatte sie kurze Zeit in Shoalhaven und Sydney gelebt.
Im Laufe ihrer Jugend wurde die Australierin ein aktives Mitglied der Gemeinde und arbeitete als unbezahlte Schreiberin für die vielen dort lebenden Analphabeten, als Betreuerin für Kinder und als Helferin für Alte und Kranke. Außerdem organisierte und unterrichtete sie in der ersten Sonntagsschule des Bezirks.
Im Jahr 1865 kehrte sie zusammen zurück nach „Oldbury“, wo ihre Mutter 3 Jahre später schließlich starb. Am 11. März 1869 heiratete sie James Snowden Calvert (1825–84), einen Überlebenden der Leichhardt-Expedition, der sich ebenfalls für die Botanik interessierte. Zu dieser Zeit war er Leiter der Cavan-Station in Wee Jasper in der Nähe von Yass. Sie starb 1872 in Swanton, in der Nähe von „Oldbury“, 18 Tage nach der Geburt ihrer Tochter Louise Snowden Annie. Sie wurde in der Familiengruft der Familie Atkinson in der All Saints’ Church in Sutton Forest beigesetzt. Ihr Nachruf im Sydney Morning Herald beschrieb sie wie folgt: „Diese exzellente Dame, die in der Mitte ihrer Tage wie eine Blume abgeschnitten wurde, zeichnete sich durch ihre literarischen und künstlerischen Leistungen sowie durch die christlichen Prinzipien und die weitreichende Nächstenliebe aus, die ihren Werdegang kennzeichneten“.
Chisholm zufolge gilt sie auch als „eine Art Pionierin in Sachen Kleiderreform: Die langen Röcke jener Zeit waren in buschigen Gegenden schlichtweg lästig, und so trug diese Frau sowohl beim Wandern als auch beim Ponyreiten Hosen, die angeblich 'einiges Gezwitscher in den Reihen der kolonialen Mrs. Grundy' auslöste.“

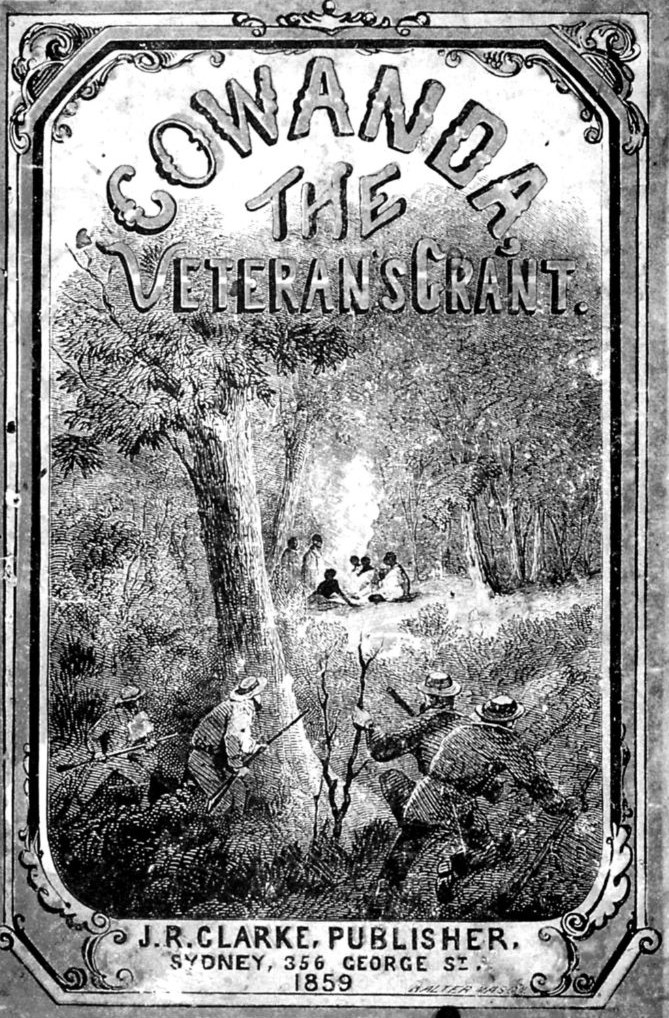
Cowanda

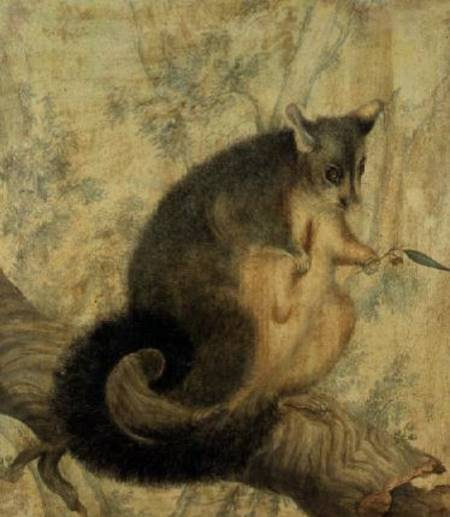
The Possum

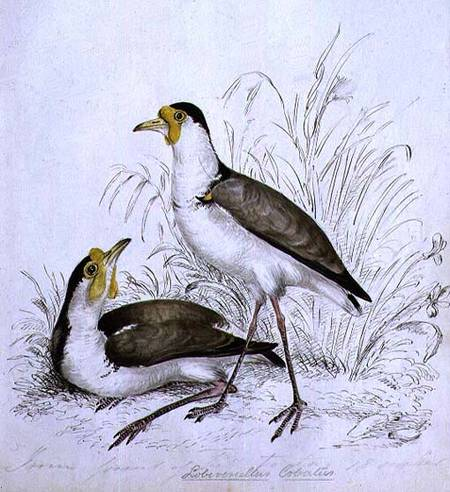
Sandpipers

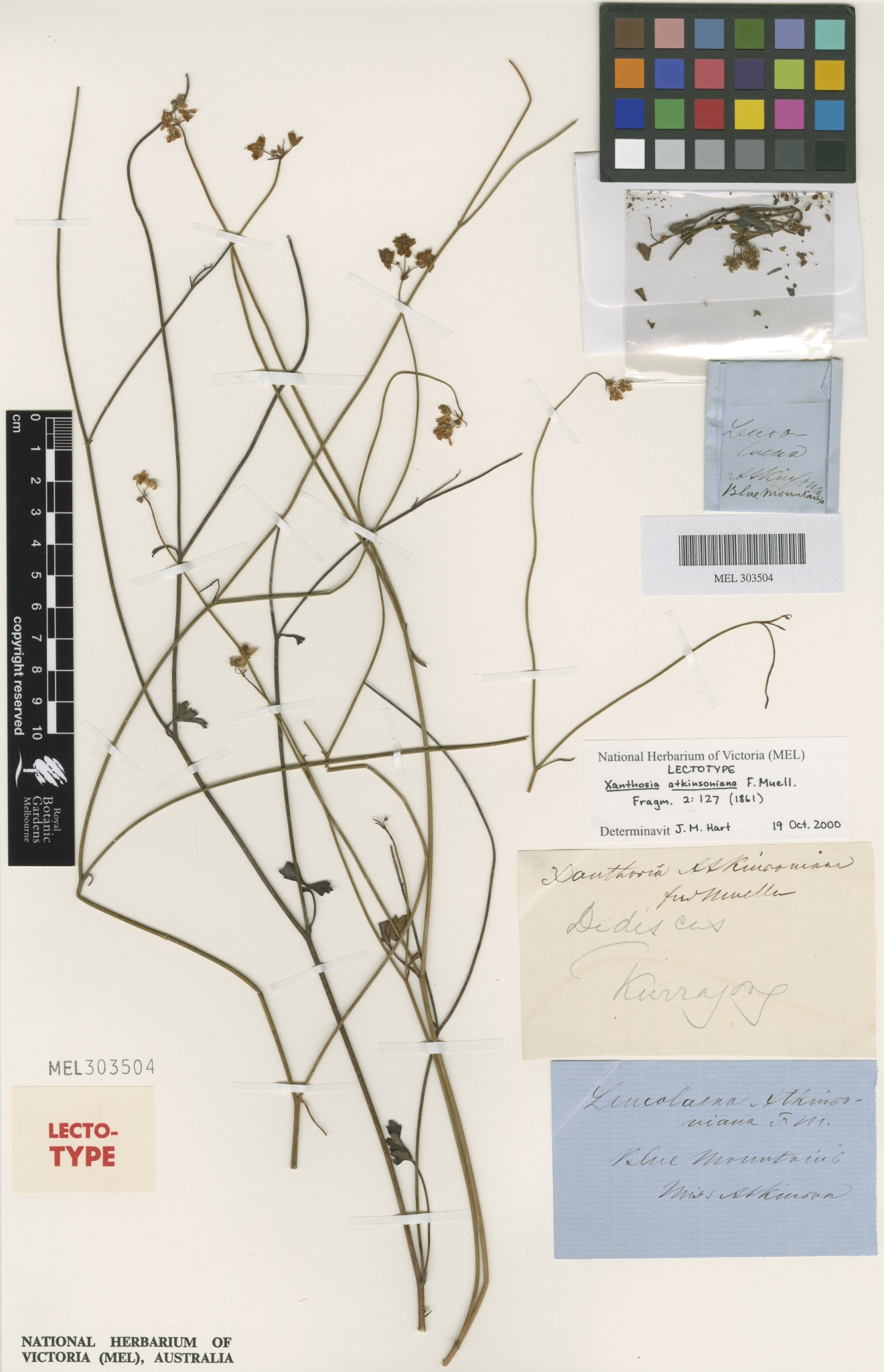
Xanthosia atkinsoniana

### Botanikerin, Naturforscherin und Künstlerin
Louisa gilt als führende Botanikerin, die in den Blue Mountains und den Southern Highlands von New South Wales neue Pflanzenarten entdeckte und sich in einer Zeit der raschen Landrodung für den Naturschutz einsetzte. Ihr botanisches Interesse ist zum Teil darauf zurückzuführen, dass sie von ihrer Mutter, die selbst künstlerisch veranlagt war und sich für Naturgeschichte interessierte, zu Hause unterrichtet wurde.
So unternahm sie botanische Exkursionen in Gegenden, die weit von ihrem Wohnort entfernt waren, wie z. B. Illawarra. Besonders interessiert war sie über die Flora in Kurrajong und Umgebung informiert, wo sie einen Großteil ihres Lebens verbrachte. Sie sammelte ausgiebig Exemplare für William Woolls und Ferdinand von Mueller.
Lawson schreibt, dass von Muellers Arbeit von vielen Amateur-Naturforschern in Australien unterstützt wurde, aber dass Atkinsons Beitrag „wegen der Qualität ihrer Informationen, ihres wissenschaftlichen Engagements, ihrem Enthusiasmus und ihrer Ausdauer im Laufe der Zeit, ihre geografische Reichweite, der Lebendigkeit ihrer Beschreibungen, ihres Sinns für primäre Erforschung und ihres schieren Erfindungsreichtums“ besonders hervorzuheben ist.
An die Naturforscherin erinnern die Loranthaceen-Gattung Atkinsonia und die Arten Erechtites atkinsoniae, Epacris calvertiana, Helichrysum calvertianum, Xanthosia atkinsoniana und Doodia atkinsonii. Ihre Sammlung von über 800 botanischen Exemplaren befindet sich im Herbarium des Bundesstaats Victoria
In den 1860er Jahren wurde sich Atkinson der Auswirkungen der europäischen Landwirtschaft auf die einheimische Flora bewusst. Sie schrieb darüber bei mehreren Gelegenheiten und machte Aussagen wie „Es bedarf keiner blühenden Phantasie, um vorauszusehen, dass in, sagen wir, einem halben Jahrhundert, Gebiete von Hunderten von Meilen baumlos sein werden“.
Sie ist auch als botanische Künstlerin bekannt, interessierte sich für Zoologie und war eine begabte Präparatorin.
Ihre botanische Kunst war ungewöhnlich vielfältig: Sie umfasste sowohl Tiere wie Vögel, Insekten und Reptilien als auch Pflanzen und Landschaften.
Atkins schaffte es, die Wissenschaft populär zu machen und schrieb für The Sydney Morning Herald und das Horticultural Magazine.

### Karriere als Schriftstellerin
Mit 23 Jahren veröffentlichte sie als erste in Australien geborene Frau einen eigenen Roman. Als Künstlernamen für dieses, „Gertrude the Emigrant“ genannte Werk von 1857 verwendete sie den Namen „An Australian woman“. Der zeitgenössische Kritiker G. B. Barton beschrieb den Roman wie folgt: „Der Schauplatz liegt ganz in der Kolonie, hauptsächlich im Busch; und nirgendwo sind die besonderen Merkmale des Buschlebens genauer oder anschaulicher dargestellt. Die Geschichte ist reich an Begebenheiten, die Charaktere sind geschickt gezeichnet, und die literarische Ausführung ist der eines gewöhnlichen Romans durchaus ebenbürtig.“
Zudem zählt sie zu den ersten Autoren, die ihre eigenen Werke illustrierten. Ihr zweiter Roman, Cowanda, The Veteran's Grant (1859), hatte ein Titelbild des Kolonialkünstlers S. T. Gill. Verschiedene andere Schriften von ihr wurden in der Sydney Mail veröffentlicht. Alle ihre Romane, die im Allgemeinen als „viktorianisches Liebesmelodrama“ beschrieben werden können, vermitteln einfache moralische Botschaften und bieten eine Darstellung des australischen Koloniallebens aus einer weiblichen Perspektive.
Die Jessie Street National Women's Library stellt fest, dass Atkins Werk für die Förderung der Rechte von Frauen und Kindern von Bedeutung ist und laut ihrem Biografen Lawson „kann man sie als unsere erste echte humanistische Demokratin in der Belletristik betrachten, da sie sich mit derselben aufmerksamen Analyse und demselben Mitgefühl an weiße und schwarze Charaktere und an Frauen wie an Männer wendet“.
Neben ihren Romanen schrieb Atkinson auch naturwissenschaftliche Artikel und war 19 Jahre alt, als die Illustrated Sydney News 1853 ihre ersten illustrierten Artikel, Nature Notes of the Month with Illustrations, veröffentlichte. Sie war die erste Frau in Australien, die eine längere Artikelserie in einer großen Zeitung veröffentlichte, eine Reihe von naturkundlichen Skizzen mit dem Titel "A Voice from the Country". Sie erschienen ab dem 12. Dezember 1859 in den Zeitungen The Sydney Morning Herald und The Sydney Mail und liefen über 10 Jahre lang.
In einer redaktionellen Notiz, die der posthumen Veröffentlichung ihrer letzten Geschichte, Tessa's Resolve, beigefügt war, heißt es, dass diese Artikel „in gewisser Weise als Autoritäten in Sachen australischer Naturgeschichte und Botanik angesehen werden“.
Unter der Signatur 'LA', die 1869 in 'LC' umgewandelt wurde, veröffentlichte sie von 1864 bis 1870 im Horticultural Magazine zudem wissenschaftliche Artikel über Flora und Fauna.
Die Atkinson Street im Bezirk Belconnen, Canberra, wurde nach ihr benannt.

## Werke
- Gertrude the Emigrant: A Tale of Colonial Life by an Australian Lady (1857)
- Cowanda: The Veteran's Grant: an Australian Story by the Author of Gertrude (1859)
- Debatable Ground of the Carlillawarra Claimants (Artikelserie in The Sydney Mail, 30. März 1861 – 7. September 1861)
- Myra (Artikelserie in The Sydney Mail, 27. Februar 1864 – 23. April 1864)
- Tom Hellicar's Children (abgedruckt in The Sydney Mail, 4. März 1871)
- Bush Home (abgedruckt n The Sydney Mail)
- Tressa's Resolve (Artikelserie in The Sydney Mail, 31. August 1872 – 7. Dezember 1872)